# Okręg wyborczy nr 93 do Sejmu Polskiej Rzeczypospolitej Ludowej (1989–1991)
Okręg wyborczy nr 93 do Sejmu Polskiej Rzeczypospolitej Ludowej (1989–1991) obejmował Stargard Szczeciński oraz gminy Banie, Bielice, Cedynia, Chociwel, Chojna, Dobra (Szczecińska), Dobrzany, Dolice, Gryfino, Ińsko, Kobylanka, Kołbaskowo, Kozielice, Lipiany, Marianowo, Mieszkowice, Moryń, Pyrzyce, Przelewice, Stara Dąbrowa, Stare Czarnowo, Stargard Szczeciński (gmina wiejska), Suchań, Trzcińsko-Zdrój, Warnice i Widuchowa (województwo szczecińskie). W ówczesnym kształcie został utworzony w 1989. Wybieranych było w nim 3 posłów w systemie większościowym.
Siedzibą okręgowej komisji wyborczej był Stargard Szczeciński.

## Wybory parlamentarne 1989

### Mandat nr 364 – bezpartyjny
| Kandydat                                                         | Głosów | %     |
| ---------------------------------------------------------------- | ------ | ----- |
| Artur Balazs                                                     | 63 399 | 64,91 |
| Jan Wołek                                                        | 19 149 | 19,61 |
| Adam Kornel                                                      | 10 188 | 10,43 |
| Liczba głosów ważnych: 97 666 Źródło: Państwowa Komisja Wyborcza |        |       |

### Mandat nr 365 –Polska Zjednoczona Partia Robotnicza
| Kandydat | I tura | I tura | II tura | II tura |
| Kandydat | Głosów | %      | Głosów  | %       |
| --- | ------ | ------ | ------- | ------- |
| Bolesław Suchodolski                                                                                          | 30 011 | 31,27  | 22 794  | 51,07   |
| Antoni Walczak                                                                                                | 18 726 | 19,51  | 15 369  | 34,43   |
| Alfred Szefer                                                                                                 | 10 282 | 10,71  | —       | —       |
| Liczba głosów ważnych: 95 981 (I tura) • 44 632 (II tura) Źródło: Państwowa Komisja Wyborcza I tura i II tura |        |        |         |         |

### Mandat nr 366 –Zjednoczone Stronnictwo Ludowe
| Kandydat | I tura | I tura | II tura | II tura |
| Kandydat | Głosów | %      | Głosów  | %       |
| --- | ------ | ------ | ------- | ------- |
| Jerzy Rosiak                                                                                                  | 12 861 | 14,86  | 21 700  | 48,64   |
| Zbigniew Luter                                                                                                | 9839   | 11,37  | 15 635  | 35,04   |
| Ryszard Szunke                                                                                                | 9374   | 10,83  | —       | —       |
| Ignacy Maćkowiak                                                                                              | 7733   | 8,94   | —       | —       |
| Józef Woroszczak                                                                                              | 7268   | 8,40   | —       | —       |
| Liczba głosów ważnych: 86 543 (I tura) • 44 617 (II tura) Źródło: Państwowa Komisja Wyborcza I tura i II tura |        |        |         |         |